# Cypraea albuginosa
Cypraea albuginosa är en snäckart som beskrevs av Gray 1825. Cypraea albuginosa ingår i släktet Cypraea och familjen Cypraeidae. Inga underarter finns listade i Catalogue of Life.

## Bildgalleri

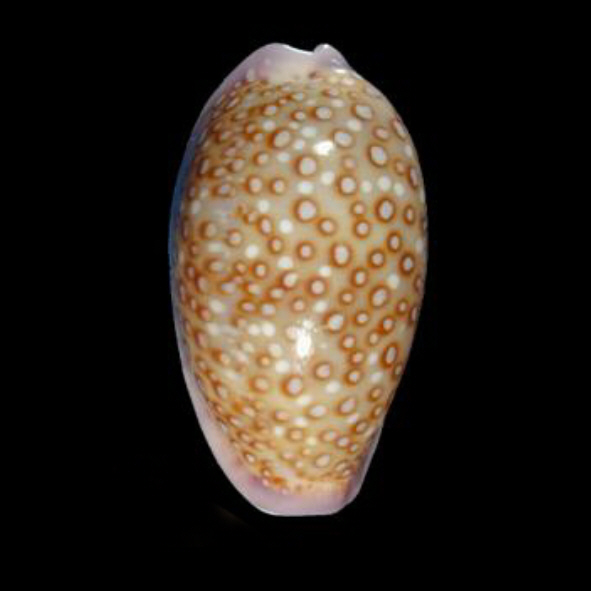
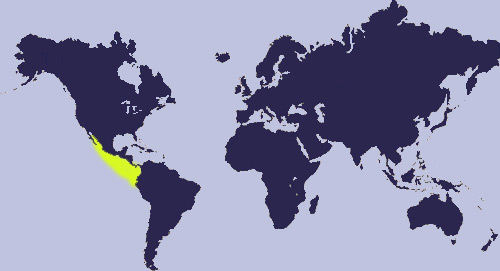